# Сума всіх страхів
Сума всіх страхів або Всі страхи світу — політичний трилер авторства Тома Кленсі, що вийшов 14 серпня 1991 року, як продовження роману «Пряма та очевидна загроза» (1989).
Головний герой роману — Джек Раян, заступник директора Центрального Розвідувального Управління, намагається зупинити кризу на Близькому Сході, в цей час палестинські та східнонімецькі терористи хочуть втягнути Сполучені Штати та Радянський Союз у ядерну війну. Роман дебютував під номером один у списку бестселерів «Нью-Йорк таймс» 1991 року.
Кіноадаптація, з Беном Аффлеком у ролі молодшого аналітика ЦРУ, вийшла на екрани 31 травня 2002 року.

## Сюжет
У перший день війни Судного дня 1973 року Армія оборони Ізраїлю (ЦАХАЛ) готується завдати тактичного ядерного удару, щоб запобігти поразці. Необхідність у нанесенні удару зникає, але ізраїльська ядерна бомба «Mark 12» через збіг обставин лишається на штурмовику A-4 Skyhawk, яким керує капітан Мутті Задін, цей літак згодом був збитий над Сирією поблизу Кафр-Шамса. Ядерна бомба під час авіакатастрофи падає та проникає глибоко в ґрунт на полі друзького фермера. Через вісімнадцять років капітан ізраїльської поліції Задін (випадково брат збитого пілота) навертається до фундаменталістської секти хасидського юдаїзму після кризи в особистому житті. Поліція очікує насильницької демонстрації палестинців біля Храмової гори, але демонстранти несподівано виходять на мирну акцію протесту, Задін наказує поліції все одно застосувати проти протестувальників сльозогінний газ і гумові кулі. Потім капітан Задін, не справившись з емоціями, вбиває лідера демонстрації, вистріливши в нього в упор. Цей інцидент має величезний наслідок, бо змінює правила гри, і ускладнює становище Ізраїля. Сполученим Штатам важко дипломатично захищати Ізраїль, але вони знають, що не можуть відмовитися від своєї підтримки без ризику дестабілізації Близького Сходу.
Слідуючи пораді заступника директора Центрального розвідувального управління Джека Раяна, радник з питань національної безпеки Чарльз Олден пропонує план прискорення мирного процесу шляхом перетворення Єрусалима на незалежне місто-державу, схоже на Ватикан. Ним керуватиме комітет в складі єврейського, мусульманського, римо-католицького і східно-православного релігійних лідерів, місто охоронятиметься незалежним контингентом швейцарської гвардії. Як вдячність Ізраїлю за те що прийняв цю пропозицію, армія США постачає ЦАХАЛу складніше обладнання та погоджується побудувати тренувальну базу в пустелі Негев, якою керуватимуть спеціалісти армії США з танкової війни та відновлений 10-й кавалерійський полк. На загальний подив, план Раяна спрацьовує, значною мірою завдяки зустрічам Раяна з офіційними особами в Ізраїлі та Саудівській Аравії та мовчазній згоді президента-реформатора Андрія Нармонова в демократизованому Радянському Союзі. Після врегулювання базових релігійних розбіжностей угрупованням на Близькому Сході стає набагато легше залагоджувати свої суперечки.
Радник Білого Дому із закордонних справ, Елізабет Елліот, тримає образу на Раяна та Олдена та починає інтриги проти них. Спочатку вона атакує Олдена, радника з національної безпеки, скориставшись сексуальним скандалом, пов'язаним із позашлюбною дитиною Олдена; стрес сприяє смерті Олдена в результаті інсульту. Одночасно вона починає сексуальні стосунки з овдовілим президентом Дж. Робертом Фаулером і маніпулює ним, щоб він публічно замовчував роль Раяна в мирному врегулюванні, приписуючи собі цю заслугу. Після того Елліот проводить наклепницьку кампанію, звинувачуючи Раяна у позашлюбному зв'язку та народженні дитини від молодої вдови. Друзі Джека, співробітники ЦРУ Джон Кларк і Домінго Чавес, переконують дружину Раяна Кеті, що звинувачення неправдиві. Передбачуваною коханкою Джека нібито є Керол Ціммер, вдова Бака Ціммера, якого було вбито під час попередньої місії Раяна та Кларка з порятунку Чавеса та його товаришів в Колумбії. Раян пізніше вирішує піти з ЦРУ, але не раніше, ніж він організує таємну операцію з розкриття корупційних угод між японськими та мексиканськими урядовцями.
Тим часом невелика група терористів Народного фронту звільнення Палестини (НФВП), розлючених невдачею їхнього джихаду проти Ізраїлю, натрапляє на втрачену ізраїльську бомбу та використовує її для створення власної зброї, використовуючи плутоній з знайденої бомби, як розщеплюваний матеріал для нової бомби. Терористи заручаються допомогою східнонімецького фізика-ядерника Манфреда Фромма, незадоволеного об'єднанням Німеччини та кінцем Холодної війни, який погоджується на змову, бажаючи помститися за возз'єднання його колишньої комуністичної країни і капіталістичної демократичної держави. Завдяки досвіду Фромма терористи покращують зброю, перетворюючи її на сучасну термоядерну зброю прискореного поділу. План терористів полягає в тому, щоб підірвати бомбу на матчі Суперкубку в Денвері, одночасно влаштувавши напад під фальшивим прапором на військові сили США в Берліні з боку східних німців, переодягнених у радянських солдатів. Цією провокацією терористи намагаються розпочати ядерну війну між США та Радянським Союзом. Вони сподіваються, що війна знищить обидві наддержави та покарає Радянський Союз за «зраду світового соціалізму», а палестинці сподіваються, що напад зруйнує ізраїльсько-палестинську мирну угоду та припинить допомогу Ізраїлю з сторони США.
Вважаючи, що робота над бомбою завершена, палестинці вбивають Фромма. Однак Фромм не сказав їм, що тритій для бустера ще потрібно фільтрувати перед використанням, щоб видалити накопичений гелій-3. Палестинці збирають бомбу для використання, але коли її підривають, забруднений матеріал спричиняє лише вибух з низькою потужністю, в десятки разів слабкіше від запланованої. Навіть з низькою потужністю бомба все одно руйнує стадіон де проводився матч Суперкубку, убивши майже всіх хто перебував там, включаючи міністра оборони, держсекретаря та командувача NORAD. Ядерний вибух фіксують системи спостереження обох держав,— США та СРСР, та спричиняють підвищення боєготовності. Після відповідних атак у Берліні, Сполучені Штати ненадовго встановлюють статус боєготовності DEFCON-1, оскільки Фаулер і Елліот вважають, що СРСР готується до ядерної війни. Кризи вдалося запобігти Раяну, який вчасно дізнався про національне походження плутонію бомби, отримав доступ до гарячої лінії та, використовуючи особисте знайомство, переконав президента Радянського Союзу зупинити військові дії та розпочати відвід військ.
Коли терористів захоплює та допитує Кларк у Мехіко, вони звинувачують іранського аятоллу в організації та фінансуванні терористичної атаки. Президент Фаулер наказує знищити резиденцію аятолли у іранському місті Кум ядерним ударом. Раян відвертає напад, завдяки дотриманню правила двох гравців. Терористів доставляють до офісу ФБР у Баззард-Пойнт, де Раян їх допитує. Під час допиту Раян неправдиво стверджує, що Кум був знищений, обманом змушуючи Каті відкрити, що Іран не був причетний, і що їхній обман мав на меті дискредитувати Сполучені Штати; тим самим зруйнувавши мирний процес і дозволивши продовжити кампанію проти Ізраїлю. Елліот госпіталізують після того, як вона пережила нервовий зрив, тоді як Фаулер покидає посаду, і його змінює його віце-президент Роджер Дерлінг (мається на увазі, що Фаулера було усунено з посади через двадцять п'яту поправку до Конституції, але пізніший роман пояснює, що Фаулер пішов у відставку з ганьбою, тоді як Елліот була примусово усунена).
Терористів страчує шляхом обезголовлення в Ер-Ріяді командир сил спеціального призначення Саудівської Аравії за допомогою старовинного меча, що належить саудівській королівській родині. Пізніше меч підносять Раяну в подарунок. У сиквелах цей дар (у поєднанні з його морським піхотинцем) надихає секретну службу присвоїти Раяну кодову назву «Мечник».

## Персонажі

### Уряд Сполучених Штатів
- Джек Раян: заступник директора Центрального Розвідувального Управління. Він розробляє Ватиканський договір, який передбачає остаточне врегулювання арабо-ізраїльського конфлікту. Він перевантажений роботою і недооцінений президентом Фаулером, який, однак, не може замінити Раяна через популярність останнього в Конгресі. Він також має глибоке суперництво з доктором Елізабет Елліот. В результаті у нього починає розвиватися алкоголізм і дедалі більше гіршає здоров'я. Пізніше вирішує піти з державної служби, щоб подолати проблему з алкоголем і проводити більше часу з родиною. Під час подій роману Раян дедалі більше хвилюється через зростаюче економічне домінування Японії, що стає темою наступного роману «Борг честі».
- Дж. Роберт Фаулер: президент Сполучених Штатів. Фаулер був представлений у попередньому романі «Пряма та очевидна загроза» як губернатор штату Огайо та кандидат у президенти який переміг чинного президента після того, як той навмисно скасував вибори. Фаулер зображений як колишній прокурор, який виступає проти смертної кари та підтримує широкі соціальні програми, хоча він викликає гнів доктора Елліот та багатьох прихильників, відмовляючись пом'якшити смертні вироки членам терористичної організації «Армія визволення Ольстера», зображеної у романі «Ігри патріотів». Секретна служба США його прозвала «Яструб». Він овдовів після того, як його дружина померла від розсіяного склерозу, і починає романтичні стосунки з доктором Елізабет Елліот. Він керується своїм публічним іміджем, і бере на себе заслугу програми Раяна. Після кризи, пов'язаної з вибухом у Денвері, під час якої його здатність приймати рішення швидко погіршала, його було усунено з посади, і його наступником став віцепрезидент Роджер Дерлінг. Згідно з аудіокоментарем у DVD-випуску екранізації, Кленсі сказав, що взяв за основу образа Фаулера кандидата в президенти від Демократичної партії 1988 року Майкла Дукакіса, стверджуючи, що ліві політики більш схильні використовувати ядерну зброю, ніж праві.
- Елізабет Елліот: головний радник президента Фаулера та його коханка. Колишньому професору політології в Беннінгтонському коледжі пообіцяли посаду радника з національної безпеки, але згодом їй відмовили за наполяганням напарника Фаулера Дарлінга. На початку книги вона нарешті досягає цієї посади, використовуючи сексуальний скандал проти доктора Чарльза Олдена, і ледь не руйнує план Раяна, затримуючи передачу нової радарної системи Ізраїлю, щоб змусити їх прийняти угоду. Тримаючи образу на Раяна з часу їхньої першої зустрічі (зображеної в попередньому романі «Пряма та очевидна загроза»), вона відмовляє в довірі до мирного плану на Близькому Сході, а пізніше запускає чутку, що він має коханку, ледь не зруйнувавши його шлюб. Під час ядерної кризи її поради погіршують ситуацію, і згодом їй вводять седативні препарати та відсторонюють від участі в прийнятті рішень. В секретній службі США отримала прізвисько «Гарпія».
- Арнольд «Арні» ван Дамм: керівник апарату президента Фаулера. Ван Дамм відомий своїм неофіційним стилем одягу та уважністю до інтриг. Хоча він особисто нерелігійний, він співпрацює з Раяном, щоб консультуватися з Ватиканом щодо його мирної угоди.
- Брент Телбот: державний секретар. Телбот — колишній професор політології Північно-Західного університету.
- Скотт Адлер: заступник державного секретаря.
- Г. Денніс Банкер: міністр оборони. Банкер — колишній капітан ВПС США часів війни у В'єтнамі, він здійснив сотню бойових вильотів на F-105 і отримав три «Почесних хреста» під час бомбардування Ханоя. Пізніше він здобув популярність, побудувавши великий бізнес-конгломерат у південній Каліфорнії та придбавши у власність спортклуб «Сан-Дієго Чарджерс», його пов'язує з президентом взаємна любов до американського футболу. Він загинув під час вибуху в Денвері.
- Джон Кларк: особистий водій і охоронець Раяна, колишній співробітник ЦРУ.
- Домінго «Дінг» Чавес: партнер Кларка, польовий оперативник ЦРУ. Працює охоронцем Раяна під час навчання в університеті Джорджа Мейсона.
- Ден Мюррей: заступник помічника директора Федерального бюро розслідувань.
- Маркус Кебот: директор ЦРУ. Хоча він спочатку був недосвідчений і неприязний щодо Раяна, пізніше став поважати його після підписання Ватиканського договору.
- Бен Гудлі: помічник і протеже Раяна. Докторант у Гарвардській школі імені Кеннеді, його помітив Білий дім і ЦРУ завдяки аналізу кубинської ракетної кризи, також пише дисертацію про в'єтнамську війну. Спочатку Елліот змусила надати йому секретну інформацію про Раяна, яку вона пізніше використала, щоб дискредитувати його, але успішне вирішення кризи Раяном змушує Гудлі переглянути свою думку про свого боса.
- Інспектор Шон Патрік «Пет» О'Дей: агент ФБР, який є другим у командуванні Мюррея.
- Доктор Чарльз Олден: професор історії Єльського університету, який став першим радником президента Фаулера з національної безпеки. Олден — блискучий тактик, у якого хороші стосунки з Раяном, незважаючи на їхні різні політичні погляди. Однак його схильність до інтрижок робить його вразливим перед Елліот, і він помирає від інсульту після того, як його роман зі студенткою стає відомий широкій публіці.
- Алан Трент: Голова Постійного спеціального комітету з розвідки Палати представників США, який опікується Японію.

### Збройні сили США
- Барт Манкузо: капітан (обраний контр-адміралом), командуючий ескадрою підводних човнів з балістичними ракетами Тихоокеанського флоту США.
- Капітан Джеймс «Джим» Росселлі: черговий офіцер у Національному військовому командному центрі в Пентагоні та колишній командир золотого екіпажу USS Maine, субмарини класу "Огайо (справжній човен Мен було спущено на воду в 1994 році, на три роки раніше від часової шкали роману).
- Капітан Гаррісон Шарп «Гаррі» Рікс: командир Золотого екіпажу субмарини «Мен», наступник Росселлі. Пізніше гине після вибуху торпеди, запущеної радянським атомним ударним підводним човном «Адмірал Лунін», під час короткого поєдинку з його кораблем.
- Роббі Джексон: командир авіагрупи, призначеної до USS Theodore Roosevelt, американського авіаносця.

### Радянський Союз
- Андрій Ілліч Нармонов: президент Радянського Союзу, вперше представлений у романі «Полювання за Червоним Жовтнем». Під час подій роману він намагається провести демократичні реформи в Радянському Союзі, але йому заважала нестабільна політична система. Його підтримка допомагає Східній Православній Церкві підтримати Ватиканський договір. Президент Нармонов не любить Фаулера, вважаючи його зарозумілим і надмірно контрольованим.
- Сергій Головко: перший заступник голови Комітету Державної Безпеки (КДБ).
- Олег Кирилович Кадишев: лідер опозиційної партії в З'їзді народних депутатів Радянського Союзу і агент ЦРУ (кодове ім'я СПІНАКЕР). На жаль, він підкріплює наратив про те, що Нармонов не контролює радянську армію, що згодом переконує Фаулера та Елліот, що радянський президент міг бути жертвою державного перевороту, поступово погіршуючи їхню оцінку і загострюючи кризу навколо вибуху в Денвері, аж поки Раян не втрутився.
- Олег Юрійович Лялін: нелегал КДБ, що базується в Японії, має розвинену мережу агентів під кодовою назвою THISTLE. Він розкриває корупційні відносини японського прем'єр-міністра з Мексикою щодо торгових угод і пропонує свої послуги ЦРУ, яке приймає його (кодове ім'я MUSHASHI). Спираючись на свої розвідувальні дані, Раян запускає операцію NIITAKA, яка згодом стає інструментом для шантажу президента Мексики, щоб він дозволив арештувати Каті та Ґона в Мехіко після вибуху в Денвері. На жаль, він був спійманий радянською владою та звинувачений у зраді, але Раян благає Головка звільнити Ляліна, оскільки той не розкрив радянських державних таємниць.
- Валентин Борисович Дубінін: капітан першого рангу ВМФ СРСР і командир підводного човна типу «Акула» «адмірал Лунін».

### Терористи
- Ісмаель Каті: палестинський терорист і організатор змови. Досвідчений польовий командир Народного фронту визволення Палестини (НФВП), він страждає на невиліковний рак, що змушує його прискорювати свою місію. Після захоплення Кларком у Мехіко він був пізніше страчений у Саудівській Аравії.
- Ібрагім Ґон: палестинський терорист і один із експертів НФВП з вибухівки та електроніки. Зазначається, що він ледь не здобув ступінь інженера в Американському університеті Бейрута, але йому не вдалося офіційно завершити навчання через Ліванську війну 1982 року. У союзі з Каті, він також був страчений разом з ним у Саудівській Аравії.
- Гюнтер Бок: німецький терорист і союзник Каті та Ґона. Колишній член фракції Червоної армії. Крах марксизму в поєднанні з арештом його дружини та колеги-терориста Петри Хасслер-Бок, а також втрата їхніх дітей змушує його переховуватися. Дізнавшись про співпрацю Радянського Союзу зі Сполученими Штатами у боротьбі з тероризмом і про самогубство Петри, він хоче розпочати ядерну війну між США та Росією, організувавши атаку під фальшивим прапором на американські та радянські сили в Берліні. Пізніше загинув під час бою та потім був упізнаний німецькою поліцією.
- Марвін Рассел: професійний злочинець, торговець наркотиками та активіст руху американських індіанців як індіанець сіу, який проживає в пустинних землях. Разом зі своїм братом Джоном Расселом він мав багате на кримінал минуле, живучи з їхньою бідною сім'єю в резервації в Міннесоті, і провів рік у в'язниці. У нього виникла образа на Сполучені Штати. Після того, як його брата вбивають під час невдалої операції ФБР, він їде до Європи, щоб зв'язатися з міжнародними терористами, завойовує довіру НФВП, убивши офіцера грецької поліції під прикриттям в Афінах і порівнявши індійські війни з ізраїльсько-палестинським конфліктом. Він допомагає Каті та Ґону потрапити до США з бомбою. Двоє палестинських терористів у Денверському мотелі в день ядерного вибуху вбили його як загрозу безпеці, але їх неакуратна робота дозволяє ФБР швидко з'ясувати обставини, та визначити авторів бомби.
- Доктор Манфред Фромм: німецький інженер і терорист, якого Бок завербував для допомоги у відновленні та вдосконаленні захопленої ізраїльської ядерної зброї. Пізніше його стратили люди Бока після завершення його технічної ролі, не знаючи, що доктор Фромм ще не закінчив з бомбою.

### Ізраїль
- Генерал Авраам «Аві» Бен Якоб: помічник директора Моссаду, зовнішньої розвідки Ізраїлю. Зображений як друг Раяна, він допомагає переконати уряд Ізраїлю прийняти план Фаулера після зустрічі з ним, незважаючи на його недовіру до уряду США.
- Рафі Мандель міністр оборони Ізраїлю. Спочатку Мандель виступає проти договору, але приймає його після того, як визнає, що статус безпеки Ізраїлю покращився завдяки цьому, і після того, як прем'єр-міністр Аскеназі пообіцяв підтримати його заплановану заявку на посаду прем'єр-міністра.
- Давид Аскеназі: прем'єр-міністр Ізраїлю.
- Капітан Бенджамін «Бенні» Задін: офіцер ізраїльської національної поліції, який бере участь в конфлікті на демонстрації на Храмовій горі в Єрусалимі. Озлоблений своїми особистими проблемами, він вбиває там беззбройного демонстранта. За збігом обставин, він є молодшим братом лейтенанта Мордехая «Мутті» Задіна, пілота ВПС Ізраїлю, якого збили сирійські ракети «земля-повітря» під час війни Судного дня, не підозрюючи, що він мав на борту літака ядерну зброю. Молодшого Задіна остаточно відправляють у психіатричну лікарню.

### Мусульманський світ
- Принц Алі бін-Шейх: Спадковий принц Саудівської Аравії.
- Аятолла Махмуд Хаджі Дар'яї: Верховний лідер Ірану. Виступає проти Ватиканського договору, наклепом звинувачується терористами в причетності до вибуху в Денвері.
- Хашімі Мусса: 20-річний студент арабської соціології в Єрусалимі та лідер демонстрацій. Хашімі, який має фізичні шрами від побиття поліцейськими, переконує демонстрантів не заходити на Храмову гору та перейти на ненасильницькі протести, внаслідок чого Ізраїль втрачає міжнародну симпатію. Хашімі був вбитий капітаном Задіном.

### Інші
- Боб Хольцман: старший кореспондент газети «The Washington Post» у Білому домі, якого Елліот використовує, щоб дискредитувати Раяна як підозрюваного у фінансових і подружніх зловживаннях. Після зіткнення з Кларком він намагається викрити роль Елліот у всій справі.
- Кеті Раян: офтальмохірург Інституту зору Вілмера, який є частиною Медичної школи Університету Джона Гопкінса. Дружина Джека Раяна, яка відчайдушно хоче третю дитину, але була вражена алкоголізмом і роботою чоловіка. Пізніше її турбують повідомлення про те, що у її чоловіка є коханка, але Кларк і Чавес допомагають прояснити ситуацію. Потім вона публічно збентежила Елліот, який є її колишнім професором у Беннінгтонському коледжі, на обіді в Білому домі. До кінця роману вона вагітніє.
- Керол Ціммер: американська вдова сержанта Бака Ціммера з племені Хмонг (деталі в книзі «Пряма та очевидна загроза»). Раян допомагає їй та її родині через освітній цільовий фонд, а також відкриває міні-магазин 7-Eleven, щоб поповнити дохід її родини. Елліот неправильно витлумачила це як ознаку того, що Ціммер є коханкою Раяна.
- Соломон Менделєв: ортодоксальний єврейський рабин із Нью-Йорка, який звинувачує уряд США у спробі підкорити Ізраїль за допомогою Ватиканського Договору. Хоча сам він ніколи не ступав на землю Ізраїля через свої релігійні переконання, він викликає широку опозицію до Договору серед ізраїльської громадськості, а ставлення доктора Еліот до нього погіршує відносини Раяна з нею.

## Теми
Написана під робочою назвою «Поле Камлана», заснована на останній битві короля Артура, «Сума всіх страхів» досліджує ядерні побоювання, які люди переживали під час холодної війни, і Кленсі попереджає, що самовдоволення такими загрозами небезпечно. Опублікувавши роман через кілька місяців після першої війни в Перській затоці, Кленсі також передбачив «наступний великий крок» до міцного миру на Близькому Сході. Кажуть, що книга була натхненна фільмом-трилером 1977 року "Чорна неділя, в якому зображено, як дирижабль використовують як зброю для підриву футбольного стадіону під час Суперкубка; фільм в романі задувається тричі.
У романі також досліджується небезпека «обрання того, хто жадає влади з абсолютно неправильних причин і хто абсолютно не вміє керувати нею», згідно з есе Марка Керазіні про книгу. Президента Фаулера та Елліот порівнювюють з Біллом та Гілларі Клінтонами.

### Етимологія
Назва є відсиланням до ядерної війни та сюжетів романів щодо реконструкції подій після втрати ядерної зброї. Це цитата Вінстона Черчилля, яка є першим із двох епіграфів роману:
|  | Why, you may take the most gallant sailor, the most intrepid airman or the most audacious soldier, put them at a table together—what do you get? The sum of their fears. |

### Єрусалимський фактор
Ватиканське рішення для Єрусалиму, яке було реалізоване в книзі, в кінцевому підсумку походить від Плану розподілу Палестини ООН 1947 року, який дійсно передбачав перетворення Єрусалиму на такий собі лат. Corpus separatum (лат. «відокремлене тіло»). Перебіг палестинської війни 1948 року перешкодив реалізації цього плану. У наступні роки різні мирні плани та дипломатичні ініціативи намагалися відродити цю ідею, але насправді вона ніколи не наближалася до реалізації. Цей план відомий тим, що він популярний за межами Близького Сходу, але непопулярний серед фактичних жителів Єрусалиму, які воліли б, щоб їхня «сторона» повністю правила, а не підкорялася нейтральній адміністрації.